# AT&T Mobility
AT&T Mobility (fino al 2007 Cingular Wireless) è il nome utilizzato dalla sussidiaria di AT&T.
È la seconda compagnia mobile negli Stati Uniti con più di 107 milioni di abbonati. Fu fondata nel 2000. La compagnia ha la più grande rete digitale vocale e dati negli Stati Uniti.
Era in precedenza una joint venture tra AT&T e BellSouth. Dopo l'acquisto nel marzo 2006 di BellSouth da parte di AT&T, il controllo di Cingular, nel dicembre dello stesso anno, è passato direttamente ad AT&T, cambiando poi nome nel 2007.